# Edwin Berg
Edwin Berg (Oss, 11 december 1972) is een Nederlands jazz-pianist en componist.

## Biografie
Edwin Berg begon al op zijn negende met piano spelen en won als solist in 1991 de eerste prijs van het Yamaha Clavinova. Dat jaar werd hij, na het afronden van het VWO, toegelaten tot het muziekconservatorium in Utrecht om klassieke muziek en jazz te studeren. Docenten waren onder meer pianisten Bert van den Brink (voormalig pianist van Dee Dee Bridgewater), Jasper van het Hof, Alexander Warenberg en Michiel Borstlap.
Vanaf 1992 deed Berg naast zijn studie ook al optredens met zijn Edwin Berg Trio. In die periode speelde hij ook volop mee in diverse formaties, ook in internationale projecten in Rusland, België, Duitsland en Spanje.
Samen met onder anderen Thijs van Otterlo en Peter Beets speelde Berg in 1993 mee in het Thijs van Otterlo-kwartet.
In 1996 kreeg Berg de gelegenheid om met drummer Jeff Hammilton te spelen. Hij won in 1997 met het Edwin Berg Trio de vierde prijs in de "Competition International Jazz" in Vienne (Frankrijk) en was kort daarna halvefinalist in de "Competition International Martial Solal de Jazz Piano" in Parijs. In 1997 nam Berg met het Deborah J. Carter Quintet de cd Scuse Me op. In dat jaar rondde hij ook zijn studie cum laude af. In 1999 verscheen de debuut-cd met het Edwin Berg Trio, Live!, die in de Nederlandse muziekpers zeer goed werd ontvangen. Op deze cd zijn de meeste composities door hem zelf geschreven.
Van 1999 tot 2001 was Berg lid van het Carolyn Breuer Quartet, dat optrad in in Nederland, Duitsland en Spanje. Ook namen ze een cd op: Fate Smiles on Those Who Stay Cool. Deze cd kreeg zelfs internationaal goede recensies. Met Platina, een eigen compositie, was Berg op de Duitse televisie te zien en te horen in het programma Willemsens Musikscene.
In 2000 verbleef Berg drie maanden in New York en speelde hij met gelouterde musici in het jazzcircuit aldaar (onder andere in Cleopatra's Needle op Broadway). Hier kreeg zijn muziek een meer persoonlijke touch. Kort na zijn terugkeer vormde hij met de Nederlandse saxofonist Jorg Kaaij het "Edwin Berg Trio & Jorg Kaaij", met Steve Altenberg op drums en Guus Bakker op bas. De formatie bleek succesvol en speelde hetzelfde jaar al op het North Sea Jazz Festival. Met Kaaij werd begin 2002 de cd Downtown Daze opgenomen, in New York, met de Amerikaan Kurt Rosenwinkel op gitaar, Carl Allen op drums en Hans Glawischnig op bas.
Kort daarvoor, in oktober 2001, kwam met zijn eigen trio (Steve Altenberg op drums en Guus Bakker op bas) Bergs tweede cd Water tot stand. Op een paar tracks speelden Jorg Kaaij en Tom Beek als gast-saxofonist mee. De cd-presentatie vond plaats op het Festival Nits a la fresca 2002 in Palma de Mallorca (Spanje).
Op het "Concurso Internacional de Jazz de Granada 2002" lokte Water niet alleen lovende kritieken uit, maar kreeg het trio van de jury ook nog de Best European Jazz Band Award toegekend.
In maart 2003 werd Heartland, de derde cd van het Edwin Berg Trio & Jorg Kaaij, officieel gepresenteerd tijdens een persconferentie en de tournee rond Granada. De bezetting op deze cd bestond uit Steve Altenberg op drums en Eric Surmenian, uit Parijs, op basgitaar.
Later dat jaar was Berg op een studiebeurs terug in New York. Naast samenwerking met lokale grootheden als Scott Lee, Chris Cheek, Michel Gentile, Elie Massias en Chris Higgins, nam hij lessen bij Kenny Werner. Op uitnodiging van Massias, gitarist-zanger van het Brooklyn Project, speelde Berg mee tijdens hun herfsttournee in 2003 door Spanje, waarin onder andere de Jazzcava in Terrassa en Jamboree in Barcelona werden aangedaan. Na die tournee speelde Berg met zijn eigen trio in Spanje en Nederland, onder andere in het Bimhuis in Amsterdam en met een gastoptreden in het TROS-radioprogramma Sesjun.
In 2004 werd Berg genomineerd voor de prestigieuze Deloitte & Touch Jazz Award. Met fluitist Mark Alban Lotz’ band Lotz of Music deed Berg in 2004-2005 de Nederlandse theaters aan met het moderne toneelstuk Pendant la nuit_. Hierin acteerden, zongen en jamden twee acteurs met de jazzband. Tussendoor verbleef Berg in de zomer van 2004 in New York voor opnames met wederom het Brooklyn Project en saxofonist Sam Sadagurski. In het najaar toerde het Edwin Berg Trio weer vijf weken door Nederland, Frankrijk en Spanje (met optredens in onder andere de vermaarde club Calle 54 in Madrid, op de internationale jazzfestivals van Ciudad Real en Gijon, en tijdens de Week of Music in Palma de Mallorca).
Met de komst van de Franse drummer Frederic Jeanne en bassist Eric Surmenian werd in 2006, 2007 en 2008 door Nederland en Frankrijk getoerd.
In 2009 vormde Berg met Guillermo Celano (gitaar en zang), Rodrigo Reijers (bas en zang) en Philippe Lemm (drums en zang) de band Gizmo!

## Discografie
- Heartland, Karonte
- Perpetuum, Bee Jazz
- Vol. II, Bee Jazz